# Walter Landauer
Walter Landauer (Berlijn, 31 augustus 1902 - Bergen-Belsen, 20 december 1944) was een Duitse uitgever. 
Landauer studeerde in Frankfurt, samen met Fritz Helmut Landshoff en Hermann Kesten en werkte sinds 1927 als medewerker bij het Gustav Kiepenheuer Verlag in Berlijn  waar Landshoff al eerder als mededirecteur werd opgenomen, ook Kesten werkte daar. 
Na de machtsovername door de nazi's in 1933, werd driekwart van de publicaties verboden
en verliet het drietal de uitgeverij. Op de vlucht door Oostenrijk en Zwitserland, keek Landauer uit naar werk bij verschillende uitgeverijen. Alleen in Amsterdam kon hij bij de in 1880 opgerichte uitgeverij Allert de Lange aan het werk. 
Gerard de Lange, de zoon van de oprichter, bood hem een baan als leider van de Duitse afdeling van de uitgeverij. Hij moest bewerkstelligen dat schrijvers die uit hun eigen land werden verdreven een nieuwe uitgever kregen. Als hoofd van Duitstalige afdeling van Verlag Allert de Lange begon Walter Landauer in het najaar van 1933 zijn werk. Hij kreeg als redacteur Hermann Kesten aan zijn kant. De eerste auteur die Landauer contracteerde werd Georg Hermann.
Allert de Lange was naast het Querido Verlag een van de meest succesvolle exiluitgevers, er werden in de periode 1933 tot 1940 negentig Duitstalige uitgaven gepubliceerd.    
Na de Duitse bezetting van Nederland in mei 1940 werd de Duitstalige afdeling van de uitgeverij gesloten. Een poging van Thomas Mann om Landauer te helpen vluchten naar de Verenigde Staten mislukte. Na een onderduikperiode in Nederland werd Walter Landauer toch gearresteerd en gedeporteerd in 1943. Hij stierf in december 1944 in het concentratiekamp Bergen-Belsen.